# Largie Castle (Tayinloan)
Largie Castle war ein Landhaus in Tayinloan auf der Halbinsel Kintyre in der schottischen Coucil Area Argyll and Bute.

## Geschichte
Das Haus wurde von Architekt Charles Wilson für Hon. Augustus Morton MacDonald entworfen und 1857–1859 gebaut. 1953 wurde es abgerissen.